# 342 Endymion
342 Endymion este un asteroid din centura principală, descoperit pe 17 octombrie 1892, de Max Wolf.